# I liga 1947-1948 (pallacanestro maschile)
La I liga 1947-1948 è stata la 14ª edizione del massimo campionato polacco di pallacanestro maschile. La vittoria finale è stata ad appannaggio dello ŁKS Łódź.

## Risultati

### Stagione regolare
|    | Squadra        | G  | V  | P  | PF  | PS  | Pt. |
| -- | -------------- | -- | -- | -- | --- | --- | --- |
| 1. | ŁKS Łódź       | 16 | 15 | 1  | 771 | 518 | 30  |
| 2. | Lech Poznań    | 16 | 13 | 3  | 752 | 547 | 26  |
| 3. | Warta Poznań   | 16 | 10 | 6  | 598 | 588 | 20  |
| 4. | AZS Varsavia   | 16 | 9  | 7  | 667 | 596 | 18  |
| 5. | Wisła Cracovia | 16 | 7  | 9  | 699 | 759 | 14  |
| 6. | RKS Tur Łódź   | 16 | 7  | 9  | 605 | 651 | 14  |
| 7. | AZS Cracovia   | 16 | 6  | 10 | 581 | 629 | 12  |
| 8. | YMCA Danzica   | 16 | 5  | 11 | 619 | 699 | 10  |
| 9. | Znic Pruszków  | 16 | 0  | 16 | 413 | 718 | 0   |

| I liga 1947-1948   |
| ------------------ |
| ŁKS Łódź 1º titolo |

## Formazione vincitrice
| N° | Naz.               | Ruolo | Sportivo       |  | Alt. |  |
| -- | ------------------ | ----- | -------------- |  | ---- |  |
|    | Polonia (bandiera) |       | Jerzy Dowgird  |  |      |  |
|    | Polonia (bandiera) |       | Józef Żyliński |  |      |  |